# Jacques Carlu
Pour les articles homonymes, voir Carlu.
Jacques Carlu est un architecte français, né le 7 avril 1890 à Bonnières-sur-Seine et mort le 3 décembre 1976 à Paris. Il est lauréat du prix de Rome en 1919.

## Formation et études
Élève d'Alfred-Henri Recoura (1864-1940), il présente en 1919 le prix de Rome d'architecture ; le sujet est « le Palais pour la Ligue des Nations, à Genève ». Il reçoit le « premier grand prix de Rome » avec Jean-Jacques Haffner,.
Il a collaboré avec Robert Mallet-Stevens sur plusieurs projets, assurant ainsi une connaissance de ces derniers, Mallet-Stevens n'ayant voulu laisser aucune documentation. Est archivé un projet de musée de la République.

## Principales réalisations
- Le palais de Chaillot à Paris (1936-1938) avec Louis-Hippolyte Boileau et Léon Azéma, dont le style monumental et officiel suscita l'opposition des tenants de l'architecture d'avant-garde. Le bâtiment utilise les deux ailes courbes de l'ancien Trocadéro qui sont séparées par une terrasse centrale et qui encadrent les jardins et un bassin central.
- The Carlu à Toronto.
- Le restaurant Eaton Le 9e, à Montréal (1930-1931).
- Le palais de l'OTAN (1959) à la porte Dauphine (Paris, 16e) devenu l'université Paris-Dauphine.
- Le théâtre national de Bretagne (TNB), édifié à Rennes en 1968.
- La résidence Murat[5], à Paris, édifiée en 1956.
- Le lycée Henri-Bergson (Paris) en 1954-1967[6].
- Le lycée de Libourne (lycée Max-Linder) en 1957-1960.
- Le centre Censier de la Faculté de Lettres de Paris (future Université Paris 3) en 1964[7]
- Le lycée Jean-Jaurès de Montreuil, inauguré en 1964[8].

Il fut membre de l'Académie des beaux-arts.

## Famille
En 1913, il épouse Anne (ou Natacha) née Pecker (1895-1972), qui fut peintre et décoratrice. Ils n'ont pas d'enfants.
Son frère (Georges Léon) Jean (1900-1997) et lui reposent ensemble au cimetière de Passy 75116 Paris.

## Décorations
- Commandeur de la Légion d'honneur
- Commandeur de l'ordre des Arts et des Lettres
- Officier de l'ordre du Mérite postal (1955)[10]